# Береговой (Темрюкский район)
Берегово́й — посёлок в Темрюкском районе Краснодарского края.
Входит в состав Запорожского сельского поселения.

## Население
| 2002 | 2010 |
| ---- | ---- |
| 241  | ↘203 |

## Улицы
- ул. Набережная,
- ул. Центральная,
- пер. Ясный.